# Philippe Tournon
Pour les articles homonymes, voir Tournon.
Philippe Tournon, né le 19 août 1943 à Montauban, est un journaliste sportif français. Il a par ailleurs été attaché de presse de l’équipe de France de football de 1983 à 2004 puis de 2010 à 2018.

## Biographie
Fils d'un ingénieur en bâtiment, il travaille à la rubrique football au journal L'Équipe pendant 17 ans, de 1966 à 1982. Alors qu'il est rédacteur adjoint du journal, il est appelé pour devenir attaché de presse de l'équipe de France par Fernand Sastre, alors président de la Fédération française de football, un poste nouvellement créé après la coupe du monde de 1982 à la suite d'une demande du sélectionneur Michel Hidalgo. Il va alors assumer cette fonction à une période où de plus en plus de journalistes suivent l'équipe de France et où la pression des médias s'accentue sur les joueurs. Il va l'occuper de 1983 à 2004, date à laquelle il est remplacé par François Manardo jusqu'en 2010. Il reste responsable du service de presse de la fédération jusqu'en 2006 avant de prendre sa retraite.
Après le fiasco de Knysna lors de la coupe du monde 2010 en Afrique du Sud, il est rappelé comme attaché de presse (chef de presse dans son intitulé officiel) par le nouveau sélectionneur Laurent Blanc, et va le rester sous l'ère Didier Deschamps, décidant de prendre sa retraite, à presque 75 ans, après la victoire de l'équipe de France à la coupe du monde en Russie en juillet 2018.
Comme attaché de presse, il aura participé à 7 coupes du monde, 12 phases finales de compétitions internationales et 337 matchs de l'équipe de France sous 9 sélectionneurs différents : Michel Hidalgo, Henri Michel, Michel Platini, Gérard Houllier, Aimé Jacquet, Roger Lemerre et Jacques Santini entre 1982 et 2004 puis Laurent Blanc et Didier Deschamps entre 2010 et 2018.
Il est élevé au grade de chevalier de la Légion d'honneur le 14 juillet 2019.

## Publications
- La Légende des bleus (avec Henri Émile), Albin Michel, 2004
- La Vie en bleu, Albin Michel, 2021

## Distinctions
- Chevalier de l'ordre national du Mérite (décret du 10 novembre 1998)[6]
- Chevalier de la Légion d'honneur (décret du 13 juillet 2019)[7]